# Operazione Rosebud
Operazione Rosebud (Rosebud) è un film drammatico del 1975 diretto da Otto Preminger.

## Trama
Un gruppo terroristico palestinese facente capo al Settembre Nero rapisce cinque ragazze, figlie dei ricchi proprietari dello yacht Rosebud. In un primo momento il commando chiede, tramite le televisioni europee, la giustizia per i palestinesi in cambio delle vite delle ragazze. Martin, un agente segreto della CIA, riesce a liberare le ragazze sotto copertura.

## Riprese
Il film è stato girato in Corsica.